# Chiesa di San Bernardino alle Ossa
La chiesa di San Bernardino alle Ossa è una chiesa di Milano, situata in piazza Santo Stefano. Citata in passato anche come San Bernardino ai Morti, è particolarmente nota per la cappella ossario secentesca, le cui pareti sono per gran parte ricoperte da ossa a formare vere e proprie decorazioni barocche.

## Storia
Le origini del complesso di San Bernardino risalgono al 1127, quando il cittadino milanese Gottifredo de Busseri - antenato del più celebre e omonimo presbitero Goffredo da Bussero (1220-?) scrittore e cronachista - fondò l'Ospedale di San Barnaba in Brolo, che divenne il terzo rifugio per trovatelli della città a cui lo stesso de Busseri aggiunse nel 1150 l'Ospedale di Santo Stefano alla ruota: davanti alla basilica di Santo Stefano Maggiore nell'allora brolo dell'Arcivescovo -una vasta area di ortaglie e boschi al di fuori delle mura- venne edificato un cimitero per accogliere i corpi dei defunti. La capienza del cimitero si dimostrò ben presto inadeguata per le esigenze dell'annesso ospedale, per cui nel 1210 venne costruita una camera destinata ad accogliere le ossa provenienti dal cimitero, al fianco del quale nel 1269 sorse la una piccola chiesa, che fu dedicata a Maria Addolorata e ai santi Ambrogio e Sebastiano: del primitivo edificio si sa che era a pianta quadrata e presentava due altari. La dedica della chiesa a San Bernardino da Siena avvenne solo nel XV secolo, quando l'edificio fu concesso in uso alla confraternita dei Disciplini e quindi dedicato al santo un tempo appartenente all'ordine.

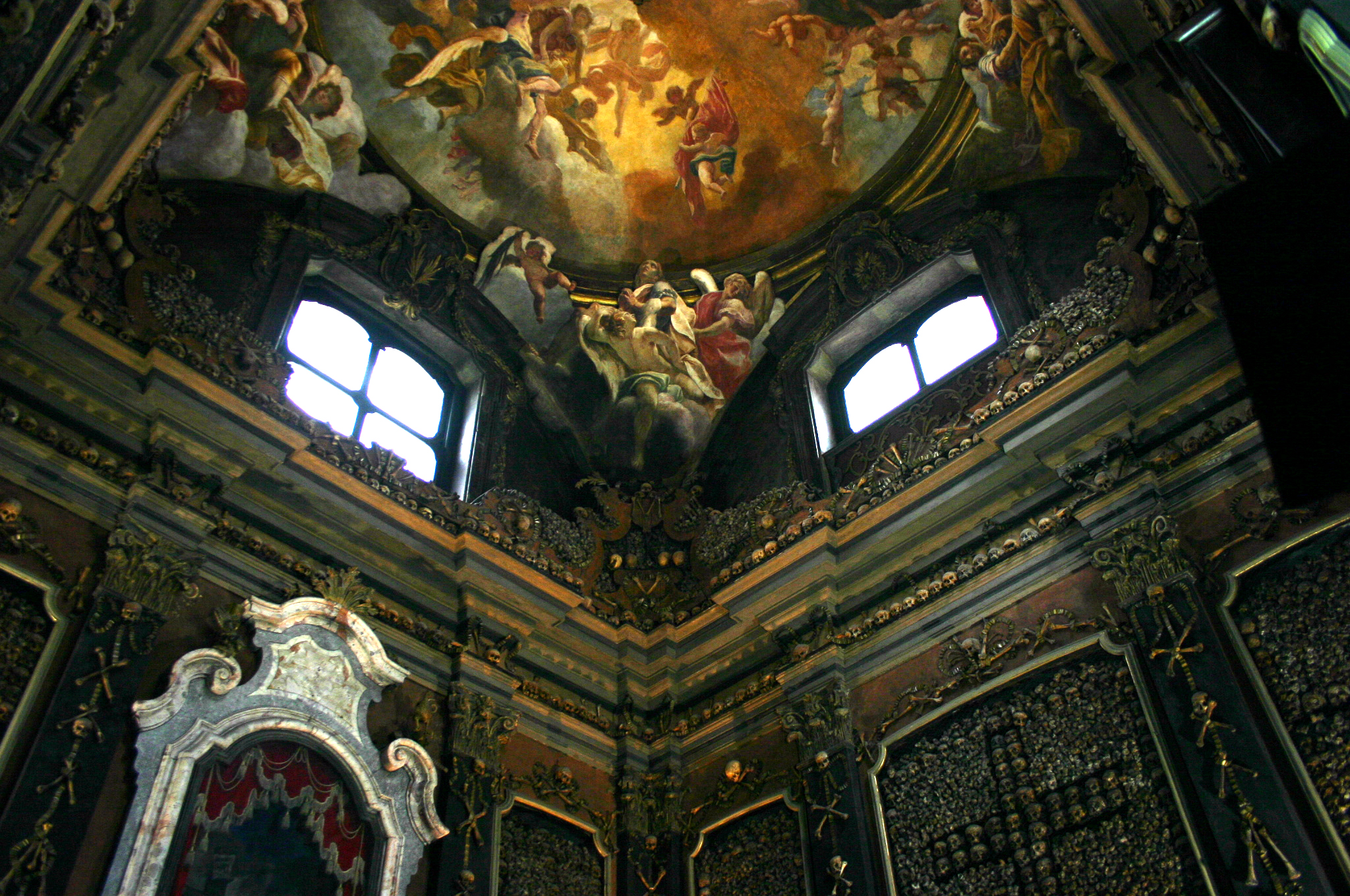
Affreschi e decorazione dell'ossario

Riferisce il Latuada nelle sue Memorie che nel 1642 il campanile della vicina basilica di Santo Stefano in Brolo crollò rovinando addosso al complesso di san Bernardino: il rifacimento del campanile e della chiesa di San Bernardino ai Morti fu affidato a Carlo Buzzi e terminato dal suo allievo Gerolamo Quadrio. Riferisce sempre il Latuada che le ossa presenti nel cimitero vennero risistemate secondo schemi decorativi e la volta dell'ossario affrescata da Sebastiano Ricci, contemporaneo di Giambattista Tiepolo e che il re del Portogallo Giovanni V in una visita ne rimase tanto affascinato da commissionare una simile struttura a Èvora -Portogallo, nota in seguito come capela dos Ossos: persa la memoria del primitivo cimitero si diffuse una leggenda popolare riportata da Carlo Torre, cronista milanese del XVII secolo, secondo cui le ossa erano dei cittadini milanesi caduti nel combattere l'eresia ariana all'epoca di Sant'Ambrogio.
La facciata della nuova chiesa rimase tuttavia incompiuta fino al 1679, quando fu presentato il progetto del fronte attuale firmato dall'architetto Andrea Biffi, già architetto della fabbrica del Duomo e architetto dei Borromeo. Al 1690 risalgono invece i lavori di rifacimento dell'ossario, terminati cinque anni dopo con la chiamata del pittore Sebastiano Ricci a dipingere la volta ed i pennacchi. La chiesa venne infine ricostruita un'ultima volta nel 1712 dopo che un devastante incendio fece crollare la struttura lasciando intatta solo la facciata: il progetto venne affidato all'architetto Carlo Giuseppe Merlo, anche lui come il Biffi architetto della fabbrica del Duomo, che diede alla chiesa l'aspetto attuale a pianta centrale con cupola ottagonale. L'aula del nuovo edificio venne quindi collegata tramite un ambulacro all'antico ossario scampato all'incendio.
Nell'anno 1931 si provvide alla demolizioni di alcuni fabbricati addossati all'edificio e venne cominciato un ampio lavoro di restauro di gran parte della chiesa.

## Architettura

### Esterni
La facciata deve il suo aspetto al progetto del 1679 di Andrea Biffi: il fronte presenta un aspetto decisamente più somigliante ad un edificio civile che non ad uno religioso, ed è diviso in cinque partiture verticali scandite da lesene e tre orizzontali scandite da fasce marcapiano. L'ordine inferiore presenta due portali con fastigi spezzati a volute, con all'interno del timpano statue di San Bernardino da Siena e San Sebastiano, mentre la decorazione dei fastigi delle finestre è ripresa da quella dei portali. L'ordine intermedio presenta finestre decorate con modanature a linee spezzate e conchiglie; l'ultimo ordine presenta finestre con più semplici cornici curvilinee.

### Aula
Dall'ambulacro (ricavato dalla precedente chiesa) si accede al corpo principale del tempio, salendo alcuni gradini. In questo atrio si trovano, a sinistra una tela raffigurante sant'Antonio e san Francesco ai lati di un crocifisso del pittore Pontoja, e a destra, incassato nella parete, un bassorilievo con l'effigie di sant'Ambrogio risalente al XV secolo.

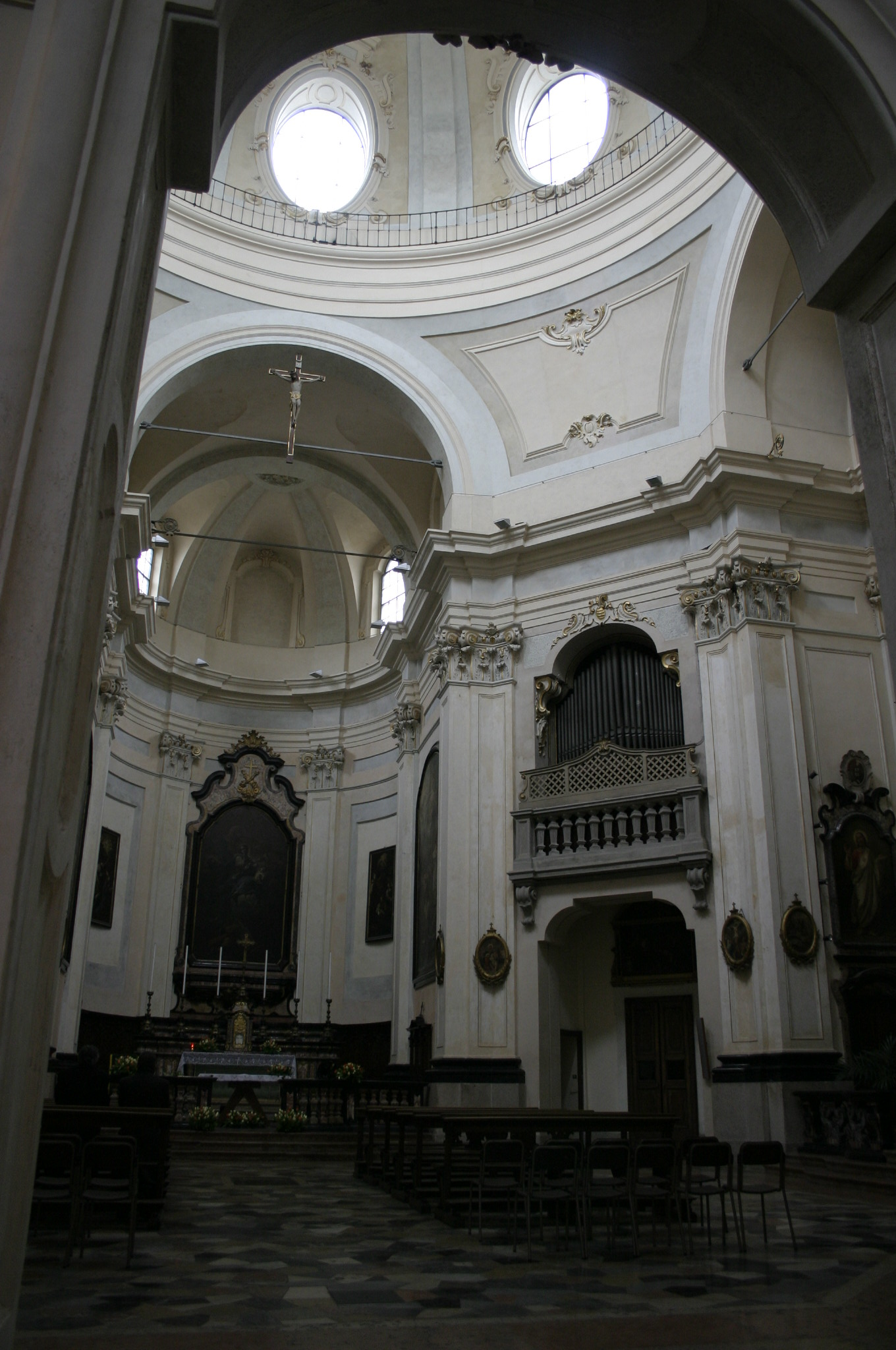
L'interno della chiesa di San Bernardino

L'interno presenta pianta ottagonale, semplice, con altari marmorei barocchi e due cappelle laterali.
Quattro balconcini barocchi sono stati realizzati in corrispondenza dei quattro costoloni sostenenti la cupola.
I due balconcini posti sui costoloni d'ingresso erano invece riservati ai nobili o alle autorità che assistevano alla messa, i quali riprendendo lo stile dei balconcini d'onore della Scala.
Nella cappella di destra è dislocato un altare in marmo con una pala raffigurante Santa Maria Maddalena in casa del fariseo (opera di Federico Ferrario). In questa cappella, dal 1768, vi è la tomba di famiglia di alcuni discendenti in linea materna di Cristoforo Colombo, Pietro Antonio e Giovanni di Portogallo Colon Conti della Puela e della Veragua. Sulle cornici laterali dell'altare gli stemmi della famiglia con il motto: «Colon diede il nuovo mondo - alla Castiglia e al Leon».
La cappella di sinistra è dedicata a santa Rosalia con un'opera del biellese Cucchi (1690-1771) che ritrae la santa confortata da due angeli al cospetto della Vergine col Bimbo in braccio e assisa su un trono di nubi. Ai lati dell'altare in marmo, di buona fattura, vi sono due dipinti eseguiti da Paolo di Caialina (XVI secolo), provenienti dalla demolita chiesa di San Giovanni decollato alle Case Rotte.
Nella nicchia, tra la cappella di sinistra e l'altare maggiore, un dipinto su tavola raffigurante la Madonna della Passione e santi (tra cui si distinguono sant'Ambrogio, san Rocco e san Bernardino), del pittore Gabriel Bossius del 1513.
All'altare maggiore vi è un'ancona rappresentante la Madonna col Bambino che viene attribuita ad un incerto pittore "Amadei". Ai due lati, due grandi quadri: a destra Sant'Ambrogio orante durante la battaglia di Parabiago, a sinistra San Carlo che somministra l'eucaristia agli appestati, dipinti dall'abate Gerolamo Ottolini.
A destra dell'altar maggiore, nel corridoio che porta all'uscita di via Verziere, è presente un grande quadro di G. Manzoni raffigurante san Lucio martire, protettore dei fabbricanti di formaggio (furmagiàtt in dialetto milanese) i quali avevano in questa chiesa la loro confraternita.

### Cripta dei Disciplini
Il giorno 8 ottobre 1931, durante ampi lavori di restauro della chiesa, venne casualmente riportata alla luce davanti all'altare maggiore una cripta il cui accesso era stato sigillato da una pietra tombale datata 1754; sotto alla lastra venne alla luce il putridarium dei Disciplini, ampio sepolcreto sotterraneo a cui si accedeva scendendo dieci gradini. Ha forma di pentagono irregolare con volte a botte; lungo i lati sono disposte ventun nicchie, dalla forma di stalli di un coro, in muratura, su cui venivano adagiati in posizione seduta i confratelli defunti, avvolti nel loro saio (simile nelle forme a quello dei francescani), col volto coperto dal cappuccio, senza alcun ornamento, col solo nome scritto su tavolette collocate sul capo.
 All'apertura della cripta alcuni scheletri si trovavano ancora seduti sugli scranni, ma si disfecero velocemente. Ognuna della 21 nicchie aveva un foro centrale per far defluire i liquami prodotti dalla putrefazione dei corpi. Finita questa lunga fase, le ossa passavano nell'ossario. Al centro della cripta si trova un cippo in pietra sormontato da una piccola croce e che riporta la data 1764(?), testimonianza che vi fossero celebrate occasionali funzioni religiose.
 Oggi la cripta è chiusa da una artistica inferriata che sostituisce l'originale lastra in marmo di Candoglia che chiudeva il passaggio. Sull'inferriata è riportato il testo dell'iscrizione presente sull'antico marmo.

### Organo a canne
Sulla cantoria alla destra dell'abside, si trova l'organo a canne, costruito da Pacifico Inzoli agli inizi del XX secolo.
Lo strumento, a trasmissione pneumatica, ha due tastiere di 58 note ciascuna ed una pedaliera concava di 27. La mostra è composta da 29 canne di principale con bocche a scudo.

### Ossario

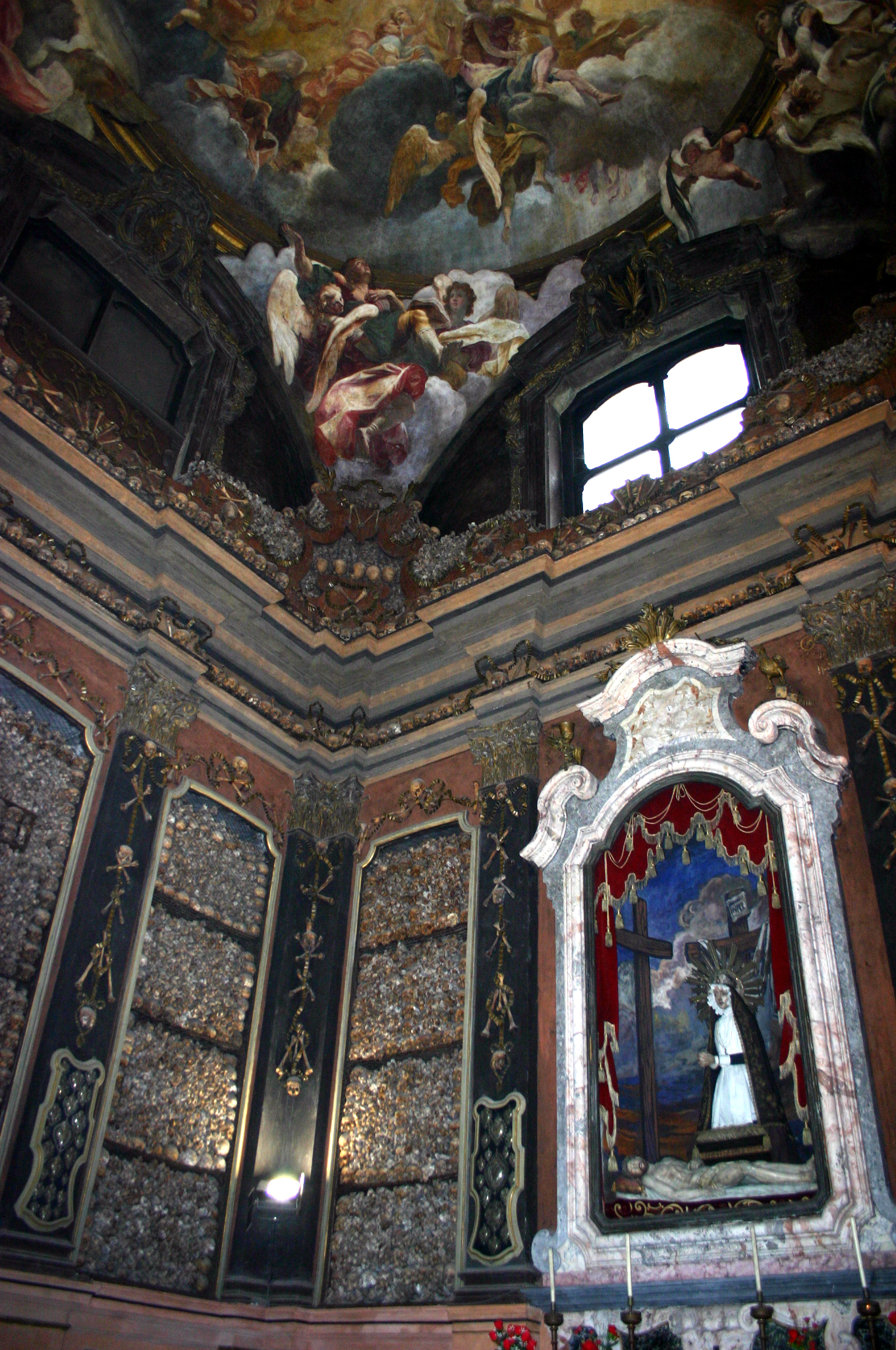
La cappella dell'ossario

Proseguendo lungo uno stretto corridoio, si accede all'ossario, con una volta affrescata nel 1695 da Sebastiano Ricci (Trionfo di anime in un volo di angeli e, nei pennacchi della volta, la gloria dei quattro santi protettori, santa Maria Vergine, sant'Ambrogio, san Sebastiano e san Bernardino da Siena).
Le pareti interne dell'edificio, a pianta quadrata, sono quasi interamente ricoperte di teschi ed ossa che si trovavano nell'antico ossario, assieme a quelle che vennero riesumate nei cimiteri soppressi dopo la chiusura dell'ospedale locale, avvenuta nel 1652 per disposizione dell'amministrazione dell'Ospedale Maggiore, al quale era stato aggregato quasi due secoli prima.
Tutte le ossa vennero disposte nelle nicchie, sul cornicione, adornando i pilastri, fregiando le porte. In questo motivo decorativo, il senso macabro si fonde propriamente con la grazia del rococò.
Sopra l'unico altare, in marmi pregiati con gli emblemi della passione di Gesù Cristo, fu collocata, in un'apposita nicchia, una statua di Nostra Signora Dolorosa de Soledad (santa Maria Addolorata), vestita di un camice bianco, coperto da un mantello nero ricamato in oro, con le mani giunte, inginocchiata presso Gesù morto. L'opera venne eseguita nella metà del XVII secolo da Gerolamo Cattaneo, durante la dominazione spagnola.
Molti hanno avanzato l'ipotesi che tali ossa corrispondano ai numerosi martiri cristiani uccisi dagli eretici ariani al tempo di Sant'Ambrogio, ma la tesi non sembra reggere, in quanto esse risultano appartenere a pazienti morti dell'ospedale del Brolo (presente in loco), priori e confratelli che lo dirigevano, condannati alla decapitazione, carcerati morti nelle prigioni dopo il 1622 (cioè quando il loro cimitero risultò insufficiente), membri di famiglie aristocratiche che erano sepolti in sepolcri vicini, canonici della vicina basilica di Santo Stefano.
Nel 1738 re Giovanni V del Portogallo venne talmente colpito dalla cappella, che decise di replicarla identica in ogni particolare a Évora, vicino a Lisbona: la cappella è nota come Capela dos Ossos.

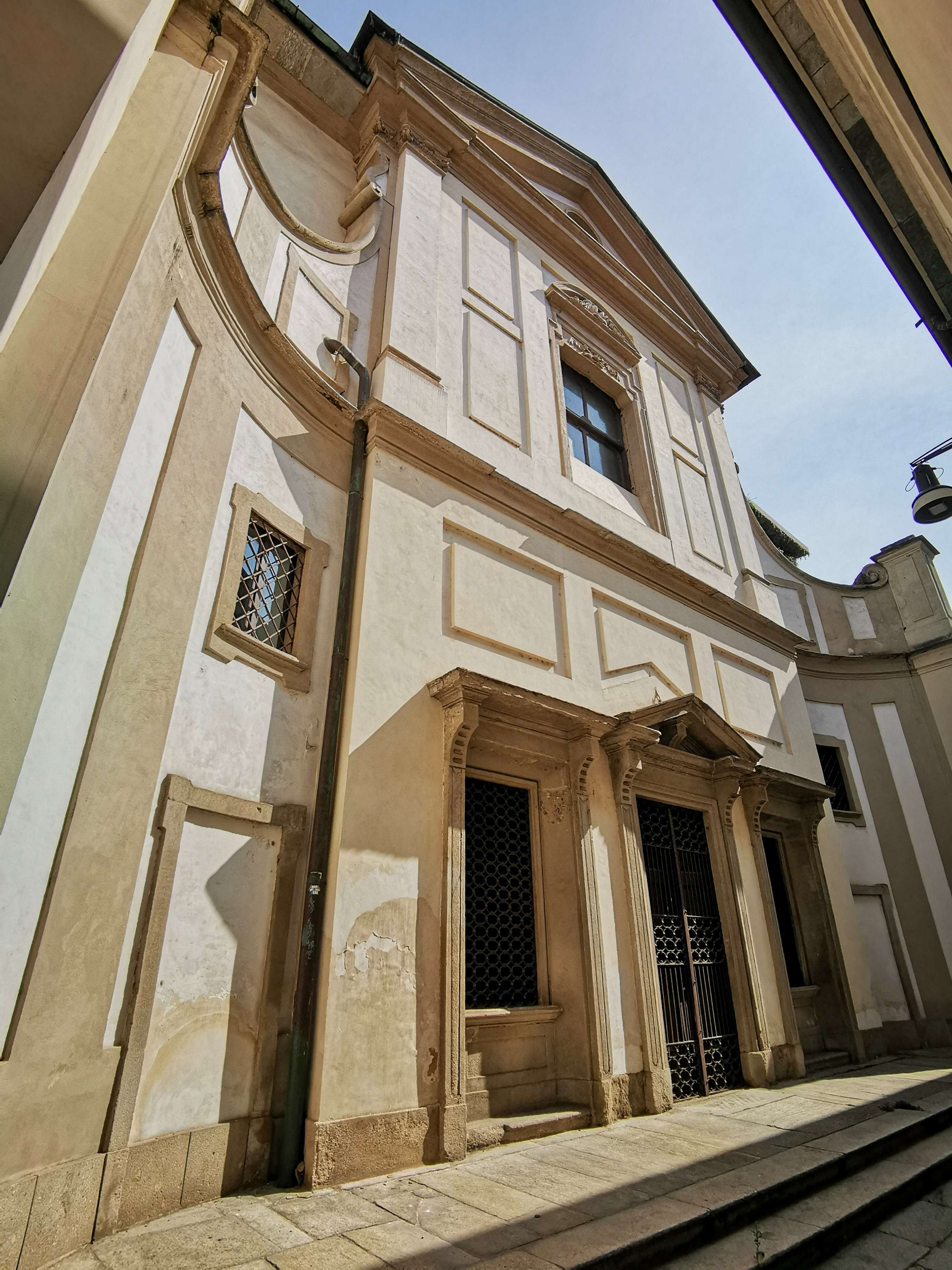
Facciata dell'ossario, a destra dell'ingresso alla chiesa, situato in un vicolo
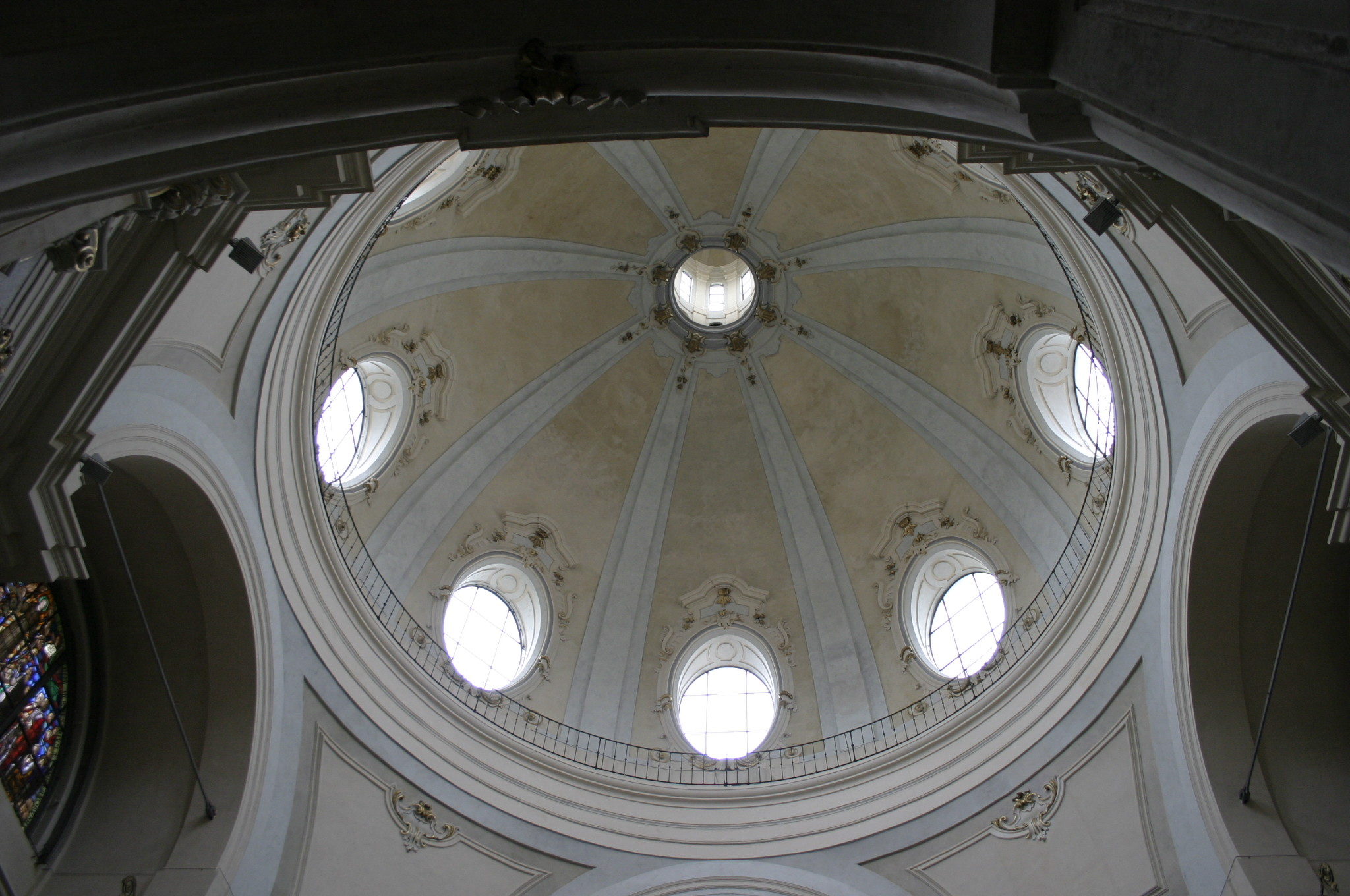
La cupola
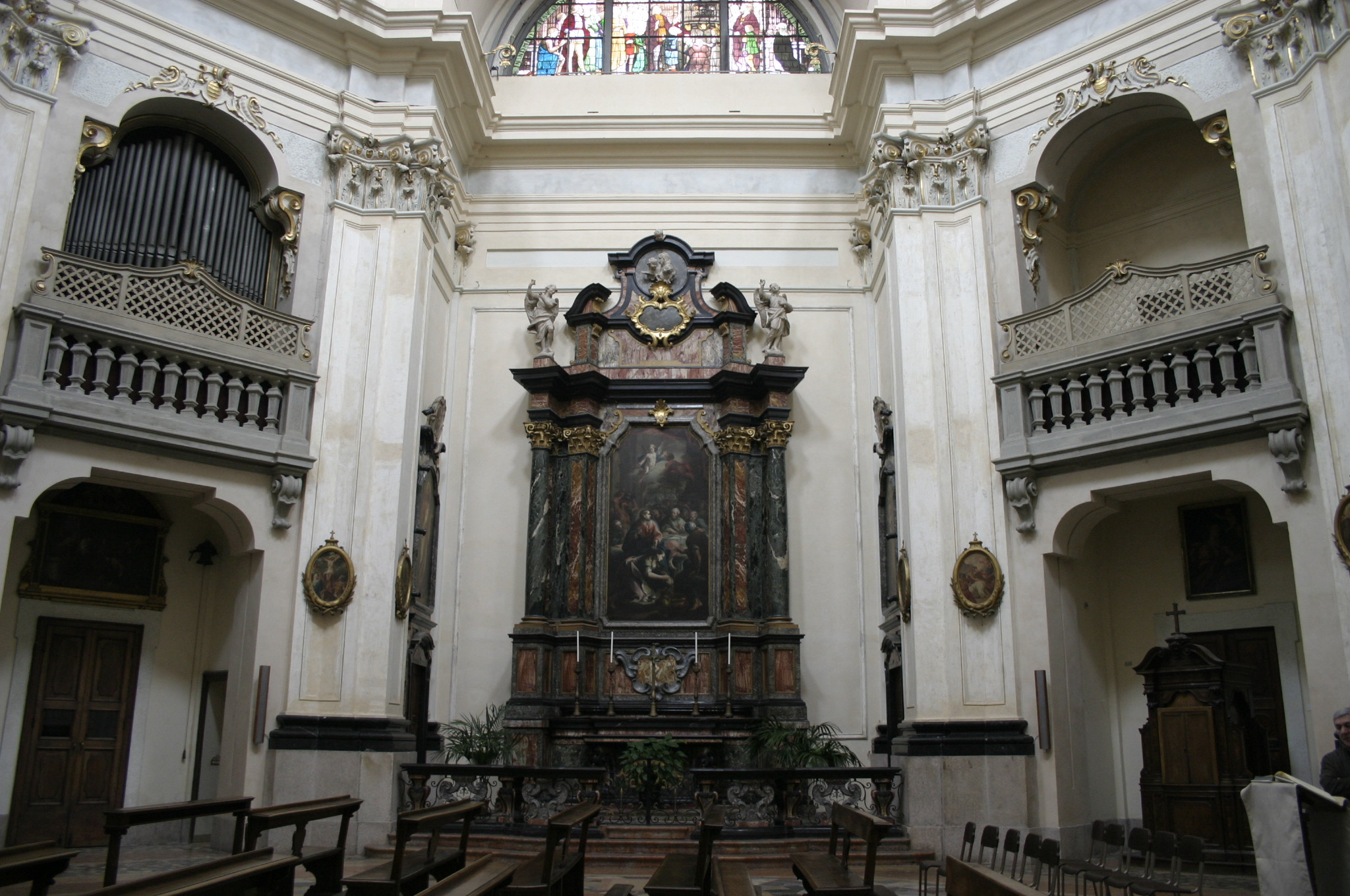
Altare della Maddalena
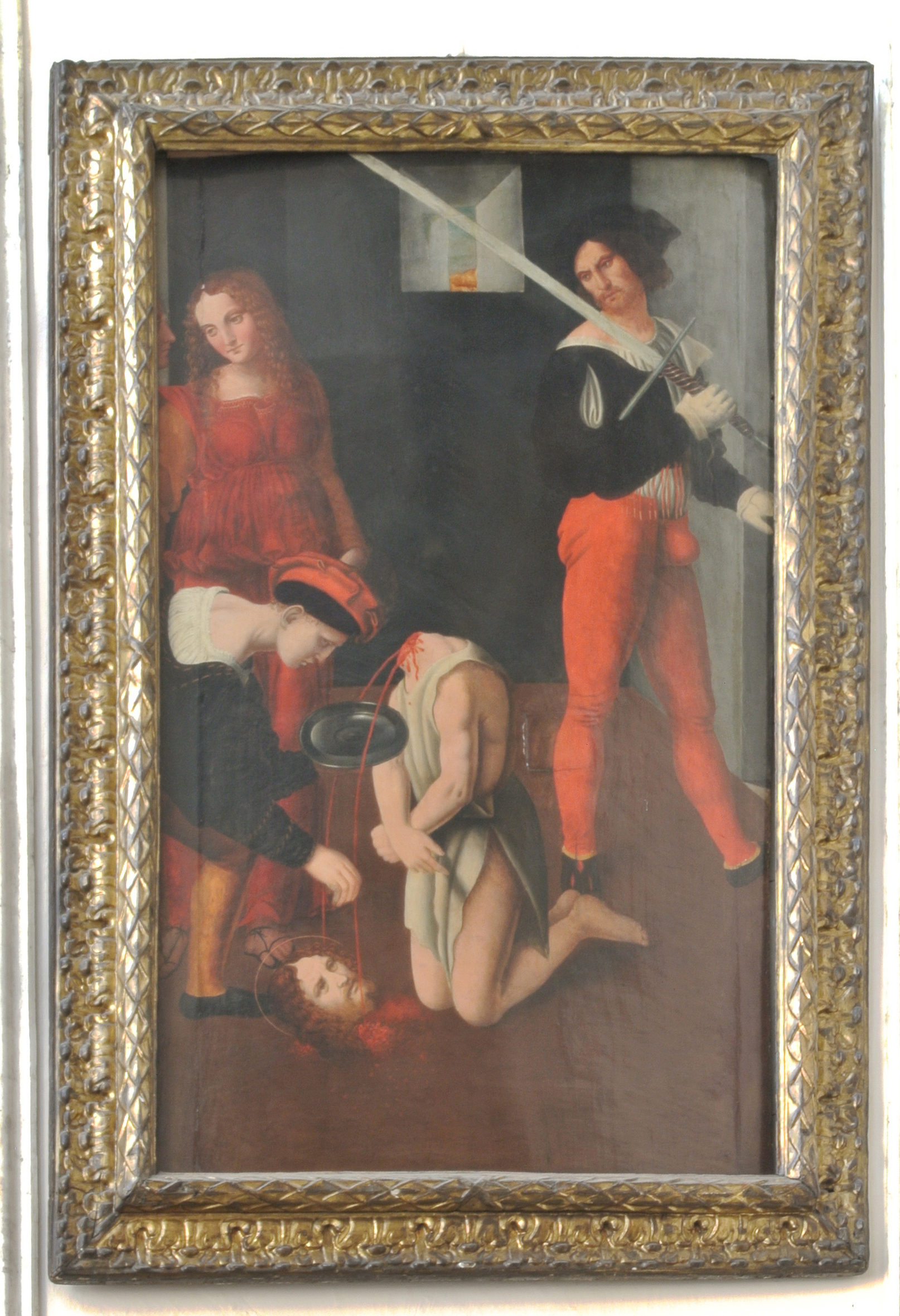
Vicino all'altare di Santa Rosalia: La decapitazione di San Giovanni Decollato di Paolo di Caialina (XVII secolo)
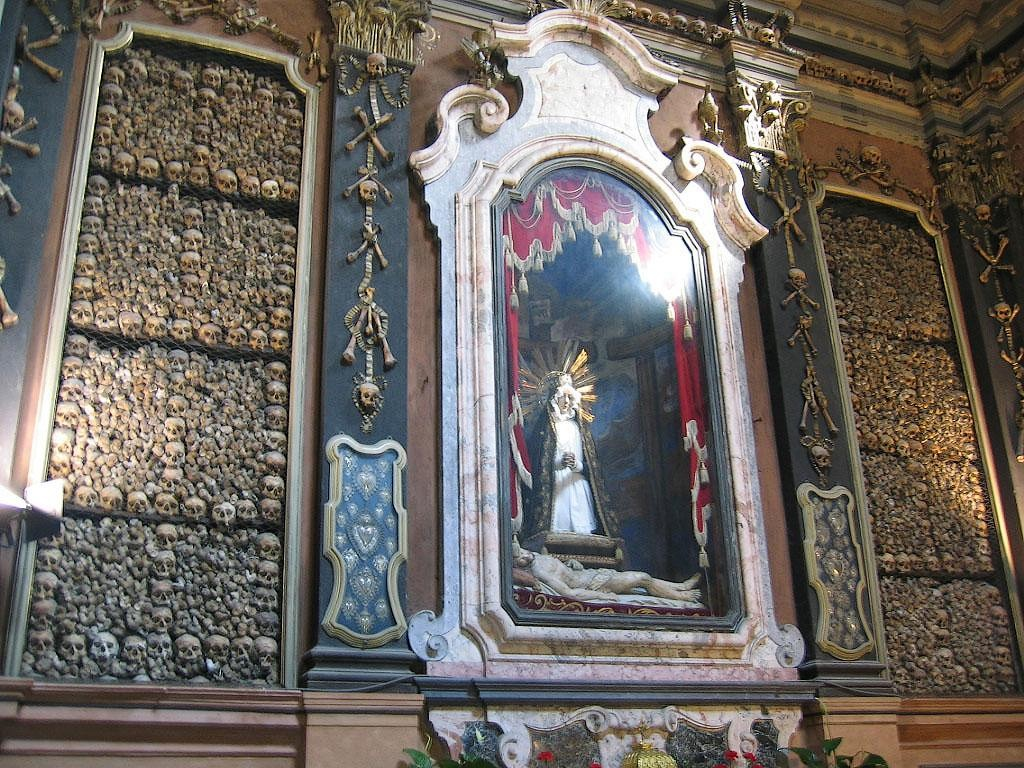
L'ossario
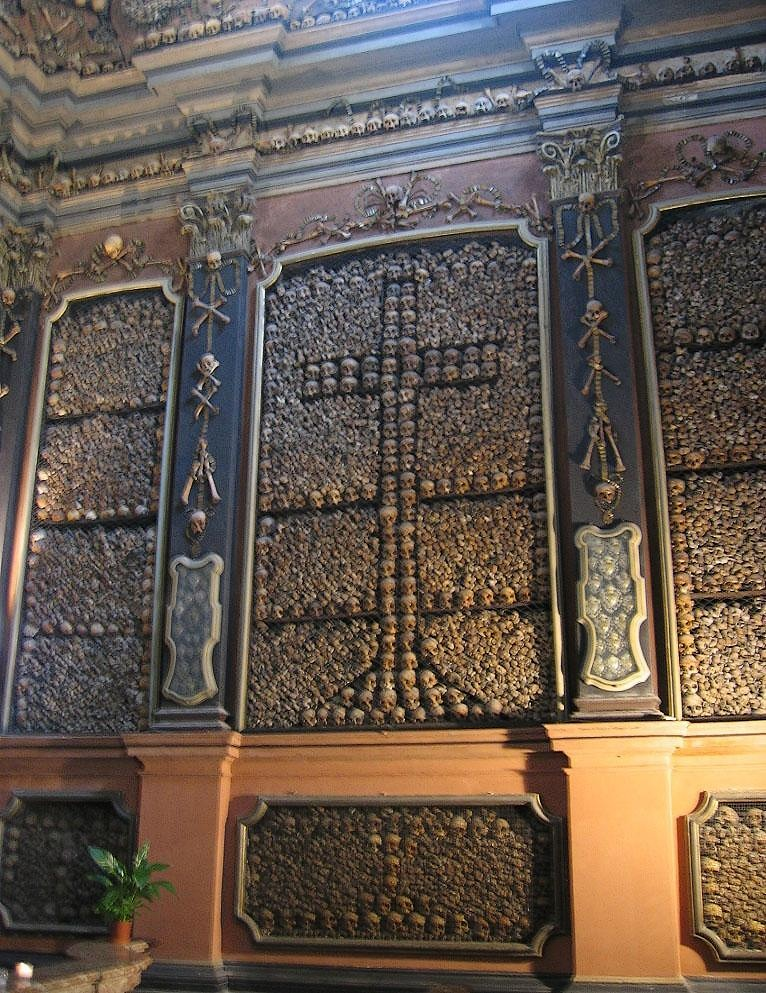
L'ossario
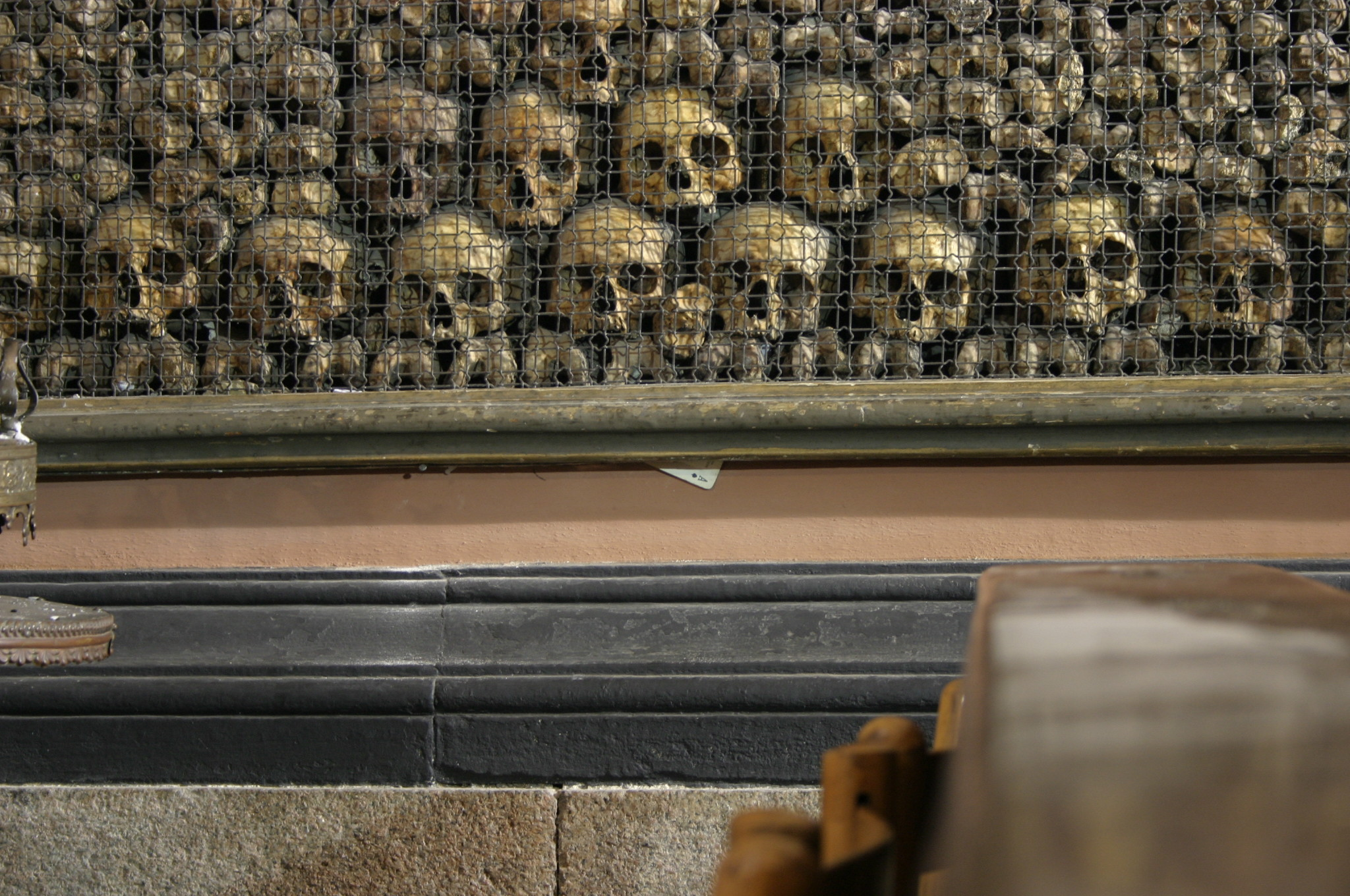
L'ossario
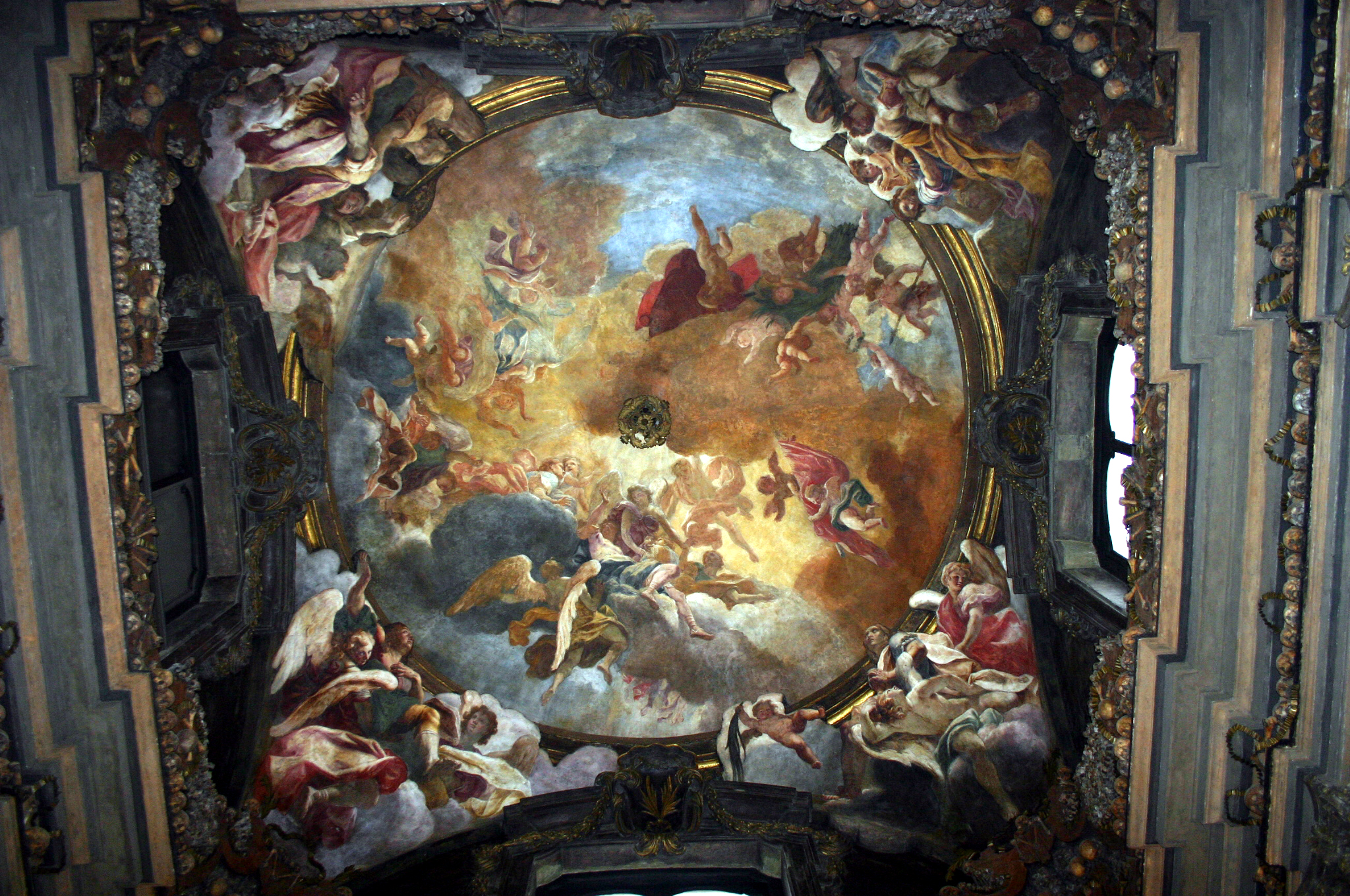
Affresco della cupola dell'ossario
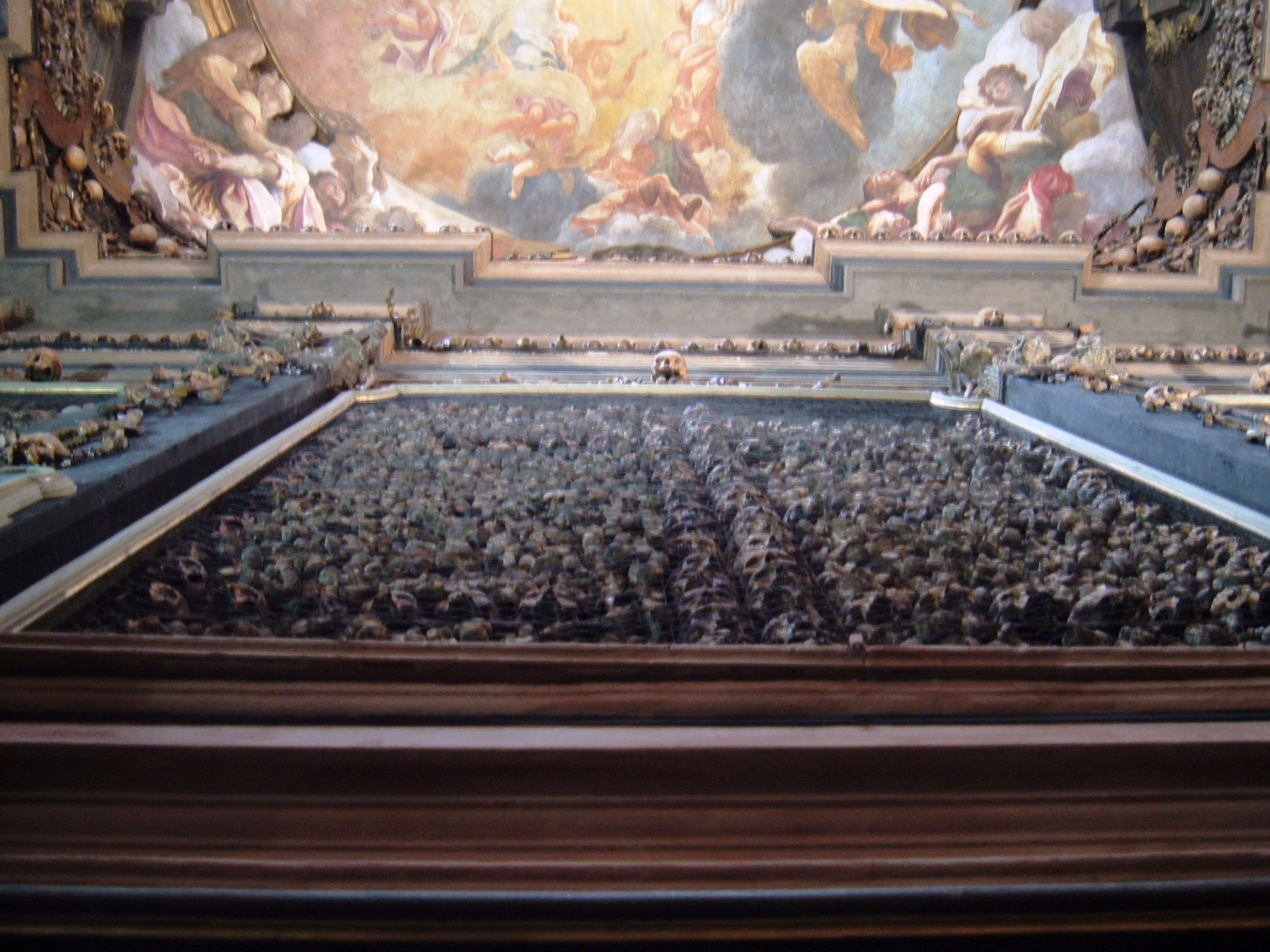
L'ossario con l'affresco
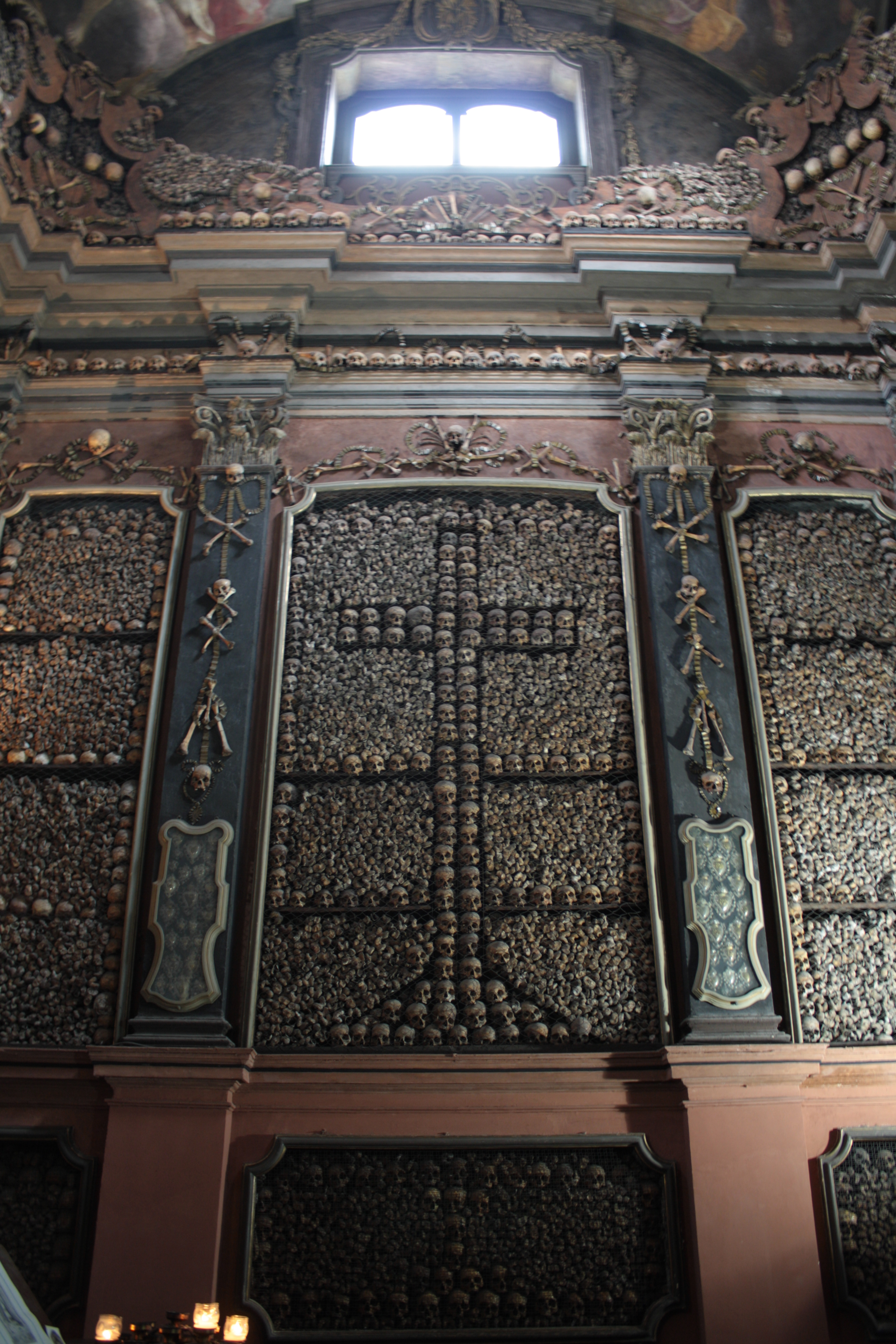
La parete destra dell'ossario